# 藤井正雄 (裁判官)
藤井 正雄（ふじい まさお、1932年（昭和7年）11月7日 - ）は、日本の裁判官。弁護士。元最高裁判所判事。

## 来歴
1957年（昭和32年）判事補任官。法務省民事局長、横浜地裁所長等を経て、1994年（平成6年）大阪高裁長官に就任。1995年（平成7年）には最高裁判所判事となり、2002年（平成14年）に定年退官。
退官後は、弁護士登録し、京都産業大学法科大学院教授のほか、新日本石油監査役、丸紅取締役等を務める。
2005年（平成17年）の秋の叙勲で旭日大綬章を受章した。

## 略歴
- 京都大学法学部卒業
- 1954年（昭和29年） 司法試験第二次試験合格
- 1955年（昭和30年）4月1日 司法修習生
- 1957年（昭和32年）4月4日 司法修習終了
- 1957年（昭和32年）4月6日 大阪地方裁判所判事補兼大阪家庭裁判所判事補
- 1963年（昭和38年）4月1日 札幌地方裁判所判事補兼札幌家庭裁判所判事補
- 1966年（昭和41年）4月20日 東京地方裁判所判事補兼東京家庭裁判所判事補・東京高等裁判所判事職務代行
- 1967年（昭和42年）4月6日 東京地方裁判所判事兼東京家庭裁判所判事
- 1968年（昭和43年）4月5日 司法研修所教官
- 1972年（昭和47年）4月4日 大阪地方裁判所判事
- 1977年（昭和52年）4月1日 大阪高等裁判所判事
- 1977年（昭和52年）12月9日 東京高等裁判所判事
- 1977年（昭和52年）12月10日 東京高等検察庁検事法務省民事局参事官
- 1978年（昭和53年）1月20日 東京高等検察庁検事法務省民事局第一課長
- 1981年（昭和56年）1月27日 東京高等検察庁検事法務大臣官房秘書課長
- 1983年（昭和58年）4月1日 最高検察庁検事法務大臣官房秘書課長
- 1983年（昭和58年）6月21日 東京地方裁判所判事部総括
- 1986年（昭和61年）7月15日 東京高等裁判所判事
- 1987年（昭和62年）11月24日 最高検察庁検事法務省民事局長
- 1990年（平成2年）3月5日 東京高等裁判所判事部総括
- 1992年（平成4年）3月17日 横浜地方裁判所長
- 1994年（平成6年）3月3日 大阪高等裁判所長官
- 1995年（平成7年）11月7日 最高裁判所判事
- 2002年（平成14年）11月6日 定年退官
- 2003年（平成15年）1月15日 弁護士登録（第一東京弁護士会）
- 2003年（平成15年）6月 新日本石油株式会社監査役
- 2004年（平成16年）4月 京都産業大学法科大学院教授
- 2005年（平成17年）11月3日 授旭日大綬章
- 2005年（平成17年）6月 丸紅株式会社取締役